# Hector Sarno
Hector V. Sarno (24 de abril de 1880 – 16 de dezembro de 1953) foi um ator norte-americano nascido na Itália, que começou sua carreira durante a era do cinema mudo. Ele atuou em 183 filmes entre 1912 e 1948.
Nasceu em Nápoles, Itália e morreu na Pasadena, Califórnia, Estados Unidos.

## Filmografia selecionada
- My Hero (1912)
- Heredity (1912)
- The Chief's Blanket (1912)
- Blind Love (1912)
- The Detective's Stratagem (1913)
- The Law and His Son (1913)
- The Mistake (1913)
- The Stolen Bride (1913)
- Pirate Gold (1913)
- Under the Gaslight (1914)
- Graft (1915)
- Guilty (1916)
- The Island of Desire (1917)
- Madame Du Barry (1917)
- The Rose of Blood (1917)
- Cheated Hearts (1921)
- The Wise Kid (1922)
- As Man Desires (1925)
- The Temptress (1926)
- The Climbers (1927)
- Women Everywhere (1930)
- Balalaika (1939)